# Пенчо Балкански
Пенчо Тодоров Балкански е български художник фотограф, живописец и график.

## Биография
Роден е на 26 януари 1908 г. в село Ломец, Троянско. С фотографията се запознава при брат си Минко, фотограф в Троян. От 1923 г. двамата живеят в София, където Пенчо Балкански учи фотография при известния софийски фотограф Борис Блъсков, възпитаник на Петербургската художествена академия.
Прави първата си изложба през 1930 г. с портрети на Цветана Табакова, Ран Босилек, Сашо Попов. Основава собствено фотоателие „Луна“. До 1939 г. прави шест художествени фото изложби в София, Пловдив, Варна, Белград, Загреб, Любляна и Виена. Сред фотографиите му фигурират портретите на Фьодор Шаляпин, Васко Абаджиев, Йохан Щраус (внук), проф. Александър Балабанов, Антон Страшимиров, Владимир Димитров-Майстора, Иван Мърквичка, Андрей Николов, Ружа Делчева, Надя Ножарова, Ангел Сладкаров, Леа Иванова, Адолф Волбрюк, Ивет Лебон, Фрида Рихард, Лилиан Диц, Александър Малинов и Михаил Маджаров. Участва в заснемането на филмите „Седянка“ и „Рилска обител“ през 1934 г., „Страхил войвода“ от 1937 г. и на югославския „Деца на пролетта“ от 1935 г.
С графика Пенчо Балкански започва да се занимава от средата на 40-те години на 20 в., по-късно се насочва и към цветната литография.
Умира в София на 1 декември 1985 г.

## Награди и отличия
- 1938 г. – сребърен медал и диплом от всебългарската художествено–занаятчийска изложба;
- 1941 г. – сребърен медал от IX международна изложба по художествена фотография в Загреб;
- 1968 г. – Орден „Кирил и Методий“ I степен.[3][4]

## Творчество
Творбите на Пенчо Балкански се съхраняват в Националната художествена галерия, Софийска градска художествена галерия, както и в други галерии в България и чужбина. Отделни произведения са притежание на частни колекционери в България, Европа и САЩ. По-известни от тях са:
- цикъла „Априлско въстание“ (1967)
- „Райна Княгиня“ (1968)
- цикъла „Освобождението на България“ (1968)
- „Троянска сватба“ (1968)
- „Захарий Зограф в Троянския манастир“ (1969)
- „Иван Асен“ (1969), „Раздяла“ (1973)
- „Средновековна хроника“ – стенопис в хотел „Ерма“ в курорта Златни пясъци (1965)
- Декоративно пано сграфито в хотел „Хемус“, София (1969).[1][4]